# Ohne Gnade (Fernsehserie)
Ohne Gnade, auch Merciless („gnadenlos“; portugiesischer Originaltitel: Dupla Identidade, deutsch etwa „doppelte Identität“) ist eine brasilianische Fernsehserie des Senders Globo TV aus dem Jahr 2014. Im deutschsprachigen Raum sollte es ab Juli 2018 ursprünglich zu einer Erstausstrahlung beim Bezahlsender RTL Crime kommen. Letztendlich wurde im Sommer 2019 eine Ausstrahlung für den Winter 2019/2020 unter dem Titel „Ohne Gnade“ angekündigt.

## Inhalt
Hauptfigur der Serie ist Edu, ein Serienmörder, Psychopath und herausragender Manipulator. Er ist für eine Reihe von Morden verantwortlich, welche ein Rätsel für die Polizei sind. Auf geschickte Weise ist er in der Lage, seine echte und furchteinflößende Persönlichkeit hinter seinem Charme zu verstecken. Schon bald schafft er es, die junge Ray von sich zu beeindrucken. Die junge Frau sieht in ihm den vermeintlich perfekten Partner und ahnt nichts von seinem tödlichen Doppelleben.

## Besetzung
- Bruno Gagliasso als Edu
- Marcello Novaes als Chief Dias
- Luana Piovani als Vera
- Débora Falabella als Ray